# Бавчар, Эвген
Эвген Бавчар (словен. Evgen Bavčar, 2 октября 1946, Айдовщина, Югославия) — французский фотохудожник словенского происхождения.

## Биография
В 12 лет ослеп после несчастного случая. Через несколько лет адаптации он вернулся в так называемую «нормальную» школьную систему и продолжил обучение среди зрячих. С 16 лет начал фотографировать.
Окончил философский факультет Люблянского университета (1972), а затем Сорбонну (1976). Остался во Франции, в 1981 получил французское гражданство. Работает в CNRS.

## Творчество
Первая выставка работ состоялась в 1987 в Париже. Сотрудничал с Микелем Барсело, они вместе выпустили литографированную Книгу для слепых (1993). Выступает как эссеист.

## Публикации
- Le Voyeur absolu  (1992)
- Livre pour aveugles (1993, с Микелем Барсело)
- L’Inaccessible Étoile (2000)